# Elizabeth Rona
Elizabeth Rona (Budapest, 20 de marzo de 1890 - Tennessee, 27 de julio de 1981) fue una química nuclear húngara, conocida por su trabajo con isótopos radiactivos. Fue reconocida internacionalmente como la principal experta en separación de isótopos y preparación de polonio tras desarrollar un método mejorado para preparar muestras de polonio.
Entre 1914 y 1918, durante su estudio postdoctoral con George de Hevesy, desarrolló la teoría de que la velocidad de difusión dependía de la masa de los nucleidos. Como solo se habían identificado unos pocos elementos atómicos, su confirmación de la existencia de "Uranio-Y" (ahora conocido como torio-231 ) fue una contribución importante a la química nuclear. La Academia de Ciencias de Austria le otorgó el Premio Haitinger en 1933. En 1941 emigrada a Estados Unidos la concedieron una beca Carnegie para continuar su investigación y proporcionó información técnica sobre sus métodos de extracción de polonio al Proyecto Manhattan. Más adelante en su carrera, se convirtió en profesora de química nuclear en el Instituto de Estudios Nucleares de Oak Ridge y, después de 15 años, se trasladó al Instituto de Ciencias Marinas de la Universidad de Miami. Tanto en Oak Ridge como en Miami, continuó su trabajo sobre la geocronología de los elementos del lecho marino y la datación radiométrica. En 2015 fue incluida póstumamente en el Salón de la Fama de la Mujer de Tennessee.

## Biografía
Elizabeth Rona nació el 20 de marzo de 1890 en Budapest, Hungría. Su padre era un próspero médico judío que trabajó con Louis Wickham y Henri-August Dominici, fundadores de la radioterapia, para introducir las técnicas en Budapest, e instaló una de las primeras máquinas de rayos X allí. Rona quería convertirse en médico como su padre y aunque él creía que sería demasiado difícil para una mujer conseguirlo la animó y estimuló su interés por la ciencia desde una edad temprana. Murió cuando ella estaba en su segundo año en la Universidad de Budapest, donde estudió química, geoquímica y física. En 1912 Rona comenzó su formación postdoctoral en el Instituto de Fisiología Animal de Berlín y en el Instituto Kaiser Wilhelm, estudiando la levadura como reactivo. 

### Trayectoria profesional

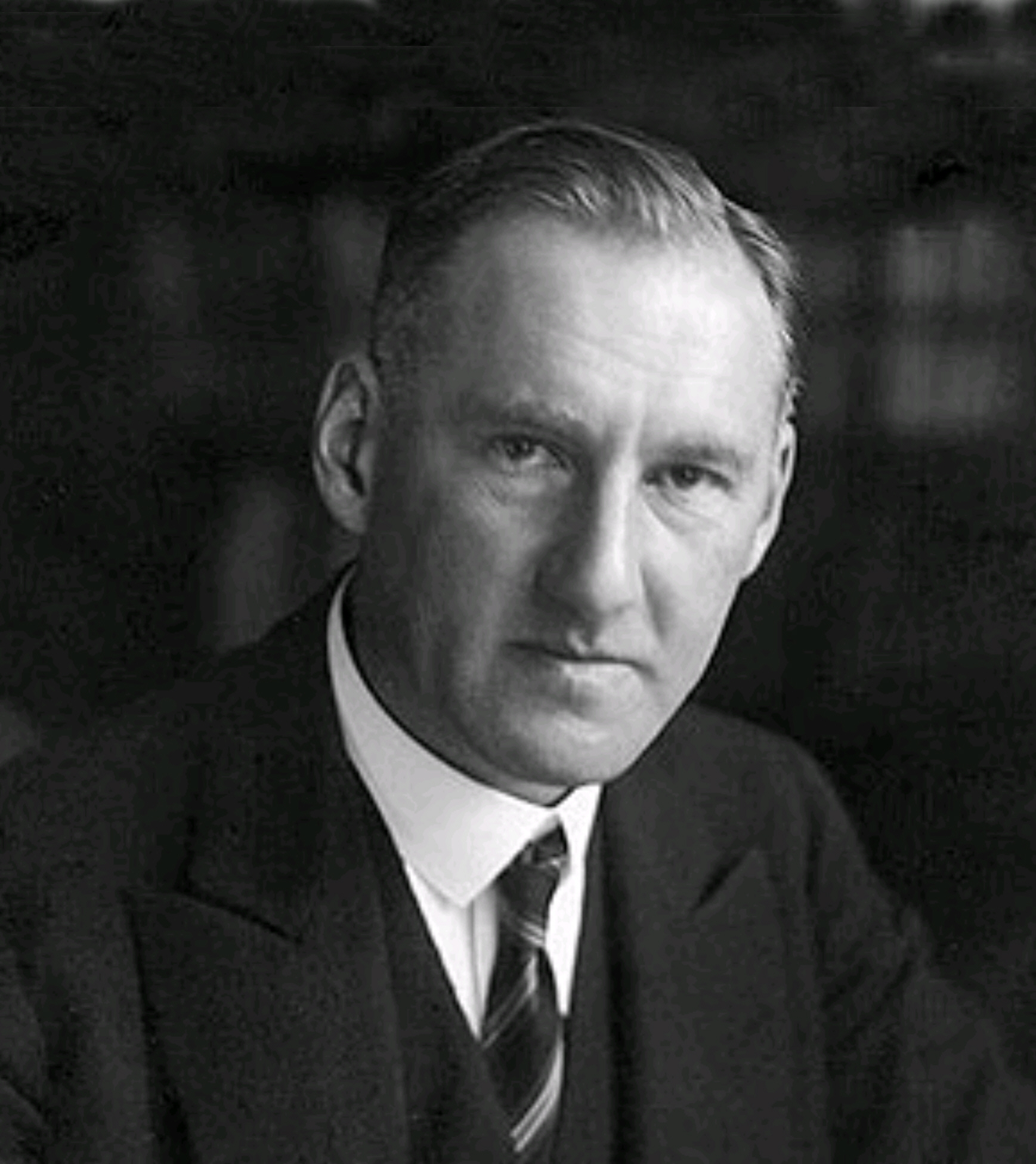
Kazimierz Fajans 1938, Rona's postdoctoral instructor

Después en 1913 se trasladó a la Universidad de Karlsruhe, trabajando bajo la dirección de Kasimir Fajans, el descubridor de los isótopos, durante los siguientes ocho meses. Durante el verano de 1914, estudió en el University College London, pero regresó a Budapest al estallar la Primera Guerra Mundial.
Comenzó a trabajar en el Instituto de Química de Budapest completando un artículo científico sobre la "constante de difusión de radón en agua ". Trabajó junto con George de Hevesy, que la pidió que verificará un nuevo elemento, en ese momento se llamaba Uranio-Y, ahora conocido como Th-231. Aunque otros no habían podido confirmar el elemento Rona pudo separar el uranio -Y- de los elementos interferentes, demostrando que era un emisor beta ( desintegración beta ) con una vida media de 25 horas. La Academia de Ciencias de Hungría publicó sus hallazgos, fue quien acuñó por primera vez los términos " etiquetas de isótopos " y " trazadores " durante este estudio, y señaló que la velocidad de difusión dependía de la masa de los núclidos. Aunque figura en una nota a pie de página, esta fue la base para el desarrollo de los estudios de espectrometría de masas y de agua pesada realizados posteriormente por otros científicos.  
Junto a su competencia científica, Rona hablaba inglés, francés, alemán y húngaro. 
En 1918 cuando Hevesy dejó Budapest, Franz Tangl, un destacado bioquímico y fisiólogo de la Universidad de Budapest, le ofreció un puesto de profesora. Rona enseño química a estudiantes seleccionados que, según Tangl, no tenían conocimientos suficientes para completar el trabajo del curso, convirtiéndose en la primera mujer profesora de química a nivel universitario en Hungría.

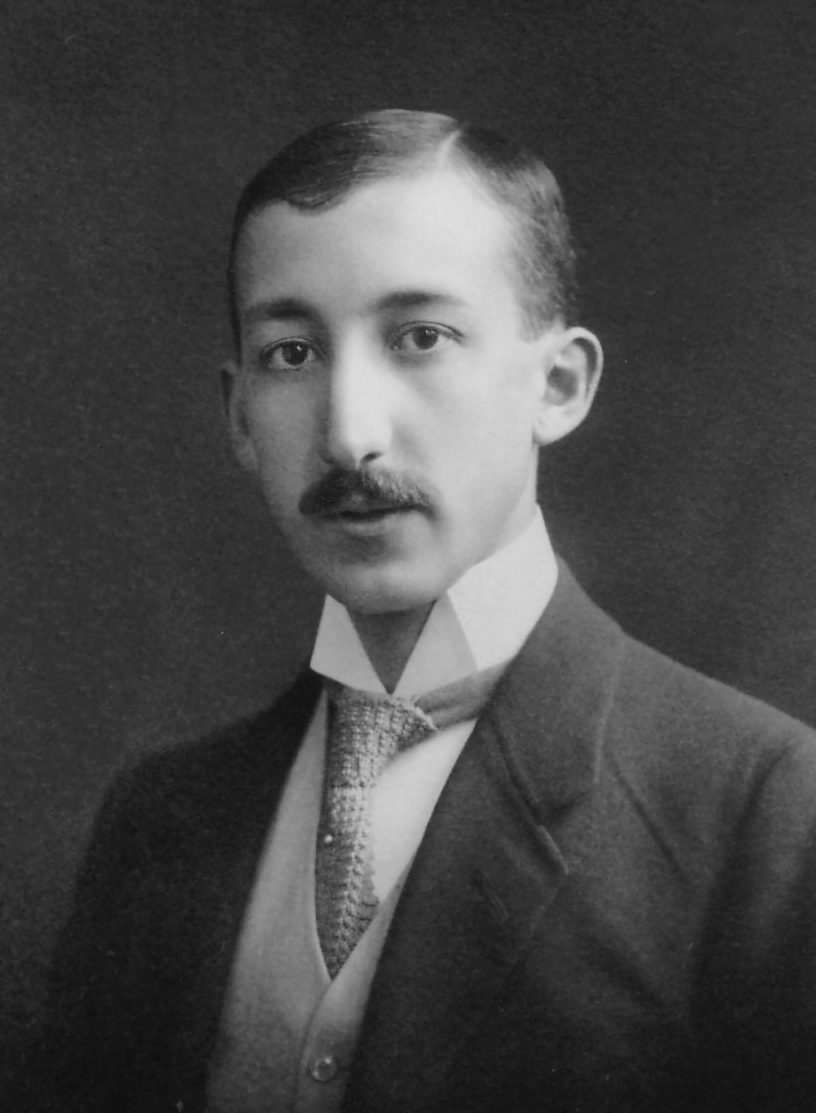
George de Hevesy

En 1919 el apartamento en el que vivían Rona y su madre fue confiscado cuando los comunistas invadieron Hungría. Debido a la inestabilidad política y la persecución de aquellos con simpatías comunistas durante la lucha contra el Terror Blanco en Hungría, una cantidad cada vez mayor de trabajo en el Instituto recayó en Rona. En 1921 cuando Otto Hahn le ofreció un puesto para regresar a Dahlem y al Instituto Kaiser Wilhelm, Rona renunció y se unió al personal de Hahn en Berlín para separar el ionio (ahora conocido como Th-230) del uranio.
La hiperinflación en la República de Weimar forzó su transferencia al Instituto de Fibra Textil de Kaiser Wilhelm, ya que la investigación práctica era el único trabajo permitido en ese momento. La investigación teórica sin aplicación esencial no era una prioridad. Su formación le permitió regresar a una Hungría más estable y aceptar un puesto en una fábrica textil allí en 1923. 
En 1924 Rona no se preocupó por el trabajo y pronto se fue, uniéndose al personal del Instituto de Investigación del Radio de Viena a petición de Stefan Meyer. Su investigación se centró en medir la absorción y el rango de los rayos de hidrógeno, así como en desarrollar polonio como material radiactivo alternativo al radio.

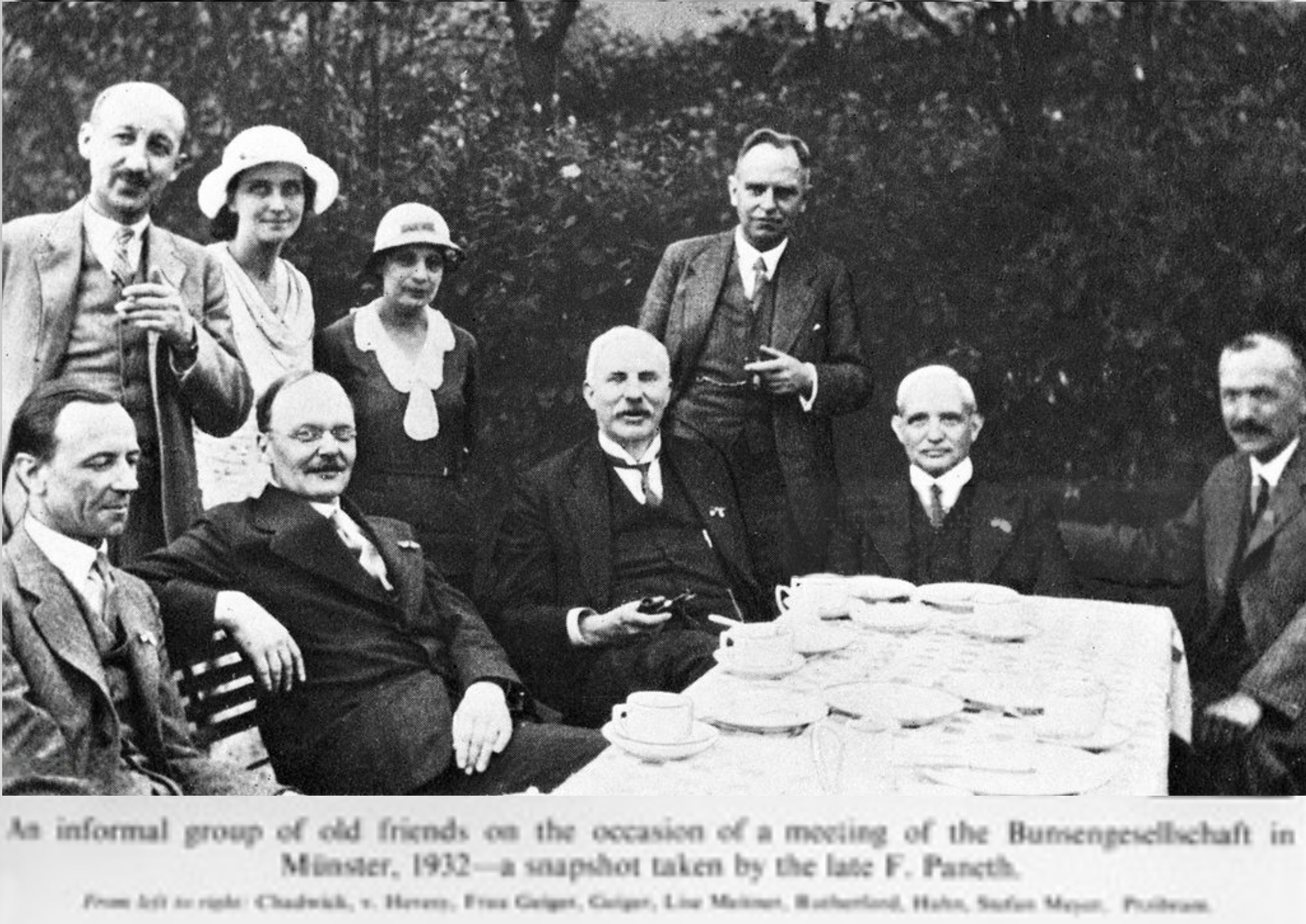
De pie, l. a la derecha: George de Hevesy, Sra. Geiger, Lise Meitner, Otto Hahn. Sentado, l. a la derecha: James Chadwick, Hans Geiger, Ernest Rutherford, Stefan Meyer, Karl Przibram, Bunsentagung internacional sobre radiactividad en Münster (16-19 de mayo de 1932)

En 1926, Meyer escribió a Irène Joliot-Curie sugiriendo que Rona trabajara con ella para aprender cómo su laboratorio podía hacer sus propias muestras de polonio. Una vez que Hans Pettersson consiguió fondos para pagar los gastos de Rona, Joliot-Curie le permitió estudiar la separación de polonio en el Instituto Curie de París. Rona desarrolló un método mejorado para preparar fuentes de polonio y producir emisión alfa. Ganando reconocimiento como experta en el campo, llevó esas habilidades al Instituto Radium junto con un pequeño disco de polonio. Este disco permitió a Rona crear muestras de laboratorio de polonio, que se utilizaron en gran parte de la investigación posterior del Instituto. Sus habilidades tenían una gran demanda y realizó muchas colaboraciones en Viena, trabajando con Ewald Schmidt en la modificación del método de vaporización de polonio de Paul Bonét-Maury; con Marietta Blau sobre emulsiones fotográficas de rayos de hidrógeno; y con Hans Pettersson.
En 1928, Pettersson le pidió que analizara una muestra de sedimento del fondo del mar para determinar su contenido de radio. Debido a que el laboratorio en el que trabajaba estaba contaminado, llevó las muestras al laboratorio oceanográfico de la estación de investigación marina de Bornö en Stora Bornö, Gullmarsfjorden, Suecia, que se convertiría en su destino de investigación de verano durante los próximos 12 años. Sus análisis con Berta Karlik sobre las vidas medias de la desintegración del uranio, torio y actinio identificaron la datación radiométrica y los rangos de partículas alfa elementales.
En 1934, Rona regresó en París estudiando con Joliot-Curie, quien descubrió la radiactividad artificial. Poco después, Curie murió y Rona enfermó lo que la hizo regresar a Viena a finales del año siguiente para compartir lo aprendido con un grupo de investigadores formado por Pettersson, Elizabeth Kara-Michailova y Ernst Føyn, asistente de Ellen Gleditsch en ese momento. Sus estudios se centraron en la investigación del efecto causado por el bombardeo de radionucleidos con neutrones.  
En 1935, Rona consolidó algunas de estas relaciones, trabajó en Stora Bornö, luego visitó Gleditsch en Oslo,viajó a Copenhague para ver a Hevesy y más tarde a Kålhuvudet, Suecia, para reunirse con Karlik y Pettersson. Uno de los proyectos en los que el grupo había estado trabajando durante varios años era determinar si existía alguna correlación entre la profundidad del agua y el contenido de radio, y su investigación sobre el agua de mar evaluó la concentración de elementos en el agua de mar recolectada en diferentes lugares.  
Después del Anschluss de 1938, Rona y Marietta Blau dejaron el Instituto Radium debido a su herencia judía y la persecución antisemita que experimentaron en el laboratorio. Rona regresó por primera vez a Budapest y trabajó en un laboratorio industrial, pero a los pocos meses, su puesto fue eliminado. Trabajó de octubre a diciembre de 1938 en Suecia, y luego aceptó un puesto temporal ofrecido por Gleditsch por un año en la Universidad de Oslo. Reacia a dejar su casa, al final de su año en Oslo, Rona regresó a Hungría. Allí preparó radio con fines medicinales en el Radium-Cancer Hospital en Budapest.

### Emigración
Frente a la invasión de los rusos por un lado, y la participación nazi por el otro en Hungría durante la Segunda Guerra Mundial, a principios de 1941 Rona obtuvo una visa de visitante y huyó a los Estados Unidos. Durante tres meses estuvo desempleada y se sospechaba que era una espía, aunque buscó la ayuda de científicos con los que había trabajado en Europa para encontrar empleo. En una reunión de la Sociedad Estadounidense de Física, conoció al físico austriaco Karl Herzfeld, quien la ayudó a conseguir un puesto de profesora en el Trinity College de Washington D. C. Durante este período, se le concedió una beca Carnegie para investigación en el Laboratorio Geofísico del Carnegie Institute, trabajando en análisis de agua de mar y sedimentos.
Entre 1941 y 1942, realizó un trabajo junto con la Institución Oceanográfica Woods Hole, midiendo la cantidad de radio en el agua de mar y de río. Su estudio, completado en 1942, mostró que la proporción de radio a uranio era menor en el agua de mar y mayor en el agua de los ríos. Después de regresar de una visita de verano a Los Altos, California, Rona recibió un telegrama del Instituto de Óptica de la Universidad de Rochester en el que se hacía referencia al trabajo de guerra y al polonio, pero sin detalles de una asignación. Cuando Rona respondió que estaría interesada en ayudar con el esfuerzo de guerra pero que tenía problemas de inmigración, Brian O'Brien apareció en su oficina y explicó la naturaleza del trabajo confidencial para el Proyecto Manhattan. Le propusieron comprar su método de extracción de polonio y le dieron instrucciones específicas para el tipo de asistentes que podría usar: alguien que no esté familiarizado con la química o la física. Su condición de no ciudadana no le impidió trabajar para la Oficina de Investigación y Desarrollo Científico (OSRD), a la que entregó sus métodos sin compensación. Antes del Proyecto Manhattan, el polonio se había usado solo en pequeñas muestras, pero el proyecto propuso usar polonio y berilio para crear una reacción que obligará a los neutrones a ser eyectados y encender la reacción de fisión requerida para la bomba atómica, plantas de plutonio, basadas en sus especificaciones para lo que se necesitaba para procesar el elemento, fueron construidas en el desierto de Nuevo México en el Laboratorio Nacional de Los Álamos, pero Rona no recibió detalles.
Los métodos de Rona también se utilizaron como parte de los experimentos realizados por la Oficina de Experimentos de Radiación Humana para determinar los efectos de la exposición humana a la radiación. Al principio de su carrera, había estado expuesta a los peligros del radio ya que sus solicitudes de máscaras de gas protectoras fueron denegadas, ya que Stefan Meyer minimizó los peligros de la exposición. Compró equipos de protección con su propio dinero, sin creer que no hubiera peligro. Cuando los viales de material radiactivo explotaron y el laboratorio se contaminó, Rona estaba convencida de que su máscara la había salvado. Gleditsch también le había advertido de los peligros el año en que Rona estaba enferma y vivía en París, cuando Joliot-Curie murió, enfatizando el riesgo de anemia relacionada con el radio. En su libro de 1978 sobre sus experiencias, Rona escribió sobre el daño a los huesos, manos y pulmones de los científicos que estudian la radiactividad. Dado que no usaban guantes y con frecuencia vertían sustancias entre los viales sin protección, notó que sus dedos pulgar, índice y anular a menudo estaban dañados. El secreto que rodea al proyecto hace que sea difícil saber si alguno de los científicos que no trabajan directamente en ningún proyecto sabía específicamente para qué se estaban utilizando sus contribuciones.
Rona continuó enseñando hasta 1946 en Trinity. En 1947, comenzó a trabajar en el Laboratorio Nacional Argonne y su trabajo allí se centró en las reacciones de intercambio iónico y publicó varios trabajos para la Comisión de Energía Atómica de los Estados Unidos. En 1948, se convirtió en ciudadana estadounidense naturalizada. En 1950, comenzó su trabajo de investigación en el Instituto de Estudios Nucleares de Oak Ridge como química y científica sénior en estudios nucleares. Durante este período, colaboró con la Universidad de Texas A&M en la geocronología de los sedimentos del lecho marino, fechando muestras de núcleos mediante la estimación de su desintegración radiactiva. En 1965 se retiró de Oak Ridge y luego se fue a trabajar en la Universidad de Miami, enseñando en el Instituto de Ciencias Marinas donde trabajó durante una década. En 1976 Rona se retiró por segunda vez y regresó a Tennessee donde publicó un libro en 1978 sobre sus métodos de trazadores radiactivos.
Murió el 27 de julio de 1981 en Oak Ridge, Tennessee.

## Publicaciones seleccionadas
- Rona, Elizabeth (1978). How it came about: radioactivity, nuclear physics, atomic energy. Oak Ridge, Tennessee: Oak Ridge Associated Universities. ISBN 978-0-930-78003-6.
- Rona, Elizabeth (July 1967), Natural radioactive elements in marine environment, Miami, Florida: Atomic Energy Commission.
- Rona, Elizabeth (26 de junio de 1964). «Geochronology of Marine and Fluvial Sediments». Science (Washington, D.C.: American Association for the Advancement of Science) 144 (3626): 1595-1597. Bibcode:1964Sci...144.1595R. ISSN 0036-8075. PMID 17741249. doi:10.1126/science.144.3626.1595.
- Rona, Elizabeth; Akers, L K; Noakes, John E; Supernaw, Irwin (1963). «Geochronology in the Gulf of Mexico. Part I». Progress in Oceanography (Philadelphia, Pennsylvania: Elsevier) 3: 289-295. Bibcode:1963PrOce...3..289R. ISSN 0079-6611. doi:10.1016/0079-6611(65)90024-8.
- Rona, Elizabeth (October 1957). «A method to determine the isotopic ratio of Thorium-232 to Thorium-230 in minerals». Eos, Transactions, American Geophysical Union (Washington, D.C.: American Geophysical Union) 38 (5): 754-759. Bibcode:1957TrAGU..38..754R. ISSN 0002-8606. doi:10.1029/tr038i005p00754.
- Rona, Elizabeth; Gilpatrick, L O; Jeffrey, Lela M (December 1956). «Uranium determination in sea water». Eos, Transactions, American Geophysical Union (Washington, D.C.: American Geophysical Union) 37 (6): 697-701. Bibcode:1956TrAGU..37..697R. ISSN 0002-8606. doi:10.1029/tr037i006p00697.
- Rona, Elizabeth (1949).  Argonne National Laboratory, ed. Some aspects of isotopic exchange reactions. Oak Ridge, Tennessee: U.S. Atomic Energy Commission. OCLC 794877518.
- Rona, Elizabeth (1948).  Argonne National Laboratory, ed. Exchange reactions of uranium ions in solution. Oak Ridge, Tennessee: U.S. Atomic Energy Commission. OCLC 702211487.
- Rona, Elizabeth; Föyn, Ernst; Karlik, Berta; Pettersson, Hans (1939). The Radioactivity of seawater. Göteborg, Sweden: Elanders boktryck. OCLC 459915451.
- Róna, Elisabeth; Scheichenberger, Herta; Stangl, Robert (1938). Weitere Beiträge zur Frage der künstlichen Aktivität des Thoriums (en alemán). Vienna, Austria: Hölder-Pichler-Tempsky A.G. OCLC 72698425.
- Róna, Elisabeth; Neuninger, Elisabeth (1936). Beiträge zur Frage der künstlichen Aktivität des Thoriums (en alemán). Vienna, Austria: Hölder-Pichler-Tempsky A.G. OCLC 72698423.
- Róna, Elisabeth; Hoffer, Margarete (1935). Verdampfungsversuche an Polonium in Sauerstoff und Stickstoff (en alemán). Vienna, Austria: Hölder-Pichler-Tempsky A.G. OCLC 72698437.
- Rona, Elizabeth; Rieder, Fritz (1932). Untersuchungen über Reichweiten von Alpha-Strahlen der Actinium-Folgeprodukte (en alemán). Vienna, Austria: Hölder-Pichler-Tempsky. OCLC 457925762.
- Rona, Elizabeth; Rieder, Fritz (1932). Untersuchungen über Reichweiten von Alpha-Strahlen der Actinium-Folgeprodukte (en alemán). Vienna, Austria: Hölder-Pichler-Tempsky. OCLC 457925762.
- Róna, Elisabeth (1928). «Zur Herstellung von Polonium aus Radiumverbindungen und aktiven Bleisalzen (Mitteilungen des Institutes für Radiumforschung 217». Sitzungsberichte Akademie der Wissenschaften (en alemán) (Vienna, Austria: Math-naturwissenschaften). 2A (137): 227-234.
- Róna, Elisabeth; Schmidt, Ewald A. W. (1928). «Eine Methode zur Herstellung von hochkonzentrierten Poloniumpräparaten». Sitzungsberichte Akademie der Wissenschaften (en alemán) (Vienna, Austria: Math-naturwissenschaften). 2A (137): 103-115.
- Róna, Elisabeth; Schmidt, Ewald A W (1927). Untersuchungen über das Eindringen des Poloniums in Metalle (en alemán). Vienna, Austria: Hölder-Pichler-Tempsky A.G. OCLC 72698433.
- Róna, Elisabeth (1926). Absorptions- und Reichweitenbestimmungen an "natürlichen" H-Strahlen (en alemán). Vienna, Austria: Hölder-Pichler-Tempsky A.G. OCLC 72698422.
- Róna, Elisabeth (11 de febrero de 1922). «Über den Ionium-Gehalt in Radium-Rückständen». Berichte der Deutschen Chemischen Gesellschaft (A and B Series) (en alemán) 55 (2): 294-301. doi:10.1002/cber.19220550203.
- Róna, E. (1917). «A rádium-emanáczió diffúzióállandója és atomátmérője». Magyar Chemiai Folyóirat (en húngaro) (Budapest, Hungary) 23: 156.
- Róna, E. (1914). «I. Über die Reduktion des Zimtaldehyds durch Hefe. II. Vergärung von Benzylbrenztraubensäure». Biochemische Zeitschrift (en alemán) 67: 137-142.
- Róna, E. (1914). «Az urán átalakulásairól». Mathematikai és Természettudományi Értesítő (en húngaro) (Budapest, Hungary) 35: 350.
- Róna, Erzsébet (1912). A bróm és az egyértékű aliphás alkoholok (PhD) (en húngaro). Budapest, Hungary: Budapesti Tudományegyetem.[21]

## Premios y reconocimientos
- En 1933, Rona y Karlik ganaron el Premio Haitinger de la Academia Austríaca de Ciencias.
- No recibió el reconocimiento total por sus logros durante su era pero fue incluida póstumamente en el Salón de la Fama de Mujeres de Tennessee en 2015.[3]
- En 2019, finalmente recibió un obituario en el New York Times, como parte de su serie " Overlooked (obituario) ".[22]